# Pursatshokka
Pursatshokka är ett berg i Finland. Det ligger i Utsjoki kommun i landskapet Lappland, i den norra delen av landet, 1 100 km norr om huvudstaden Helsingfors. Toppen på Pursatshokka är 471 meter över havet. Pursatshokka ingår i Paistunturit.
Terrängen runt Pursatshokka är kuperad västerut, men österut är den platt.  Trakten runt Pursatshokka är nära nog obefolkad, med mindre än två invånare per kvadratkilometer. Omgivningarna runt Pursatshokka är i huvudsak ett öppet busklandskap.